# Alan Mendoza
Alan Omar Mendoza López (ur. 28 września 1993 w Tocumbo) – meksykański piłkarz występujący na pozycji lewego obrońcy.